# Hôpital Henry-Dunant
L'hôpital Henry-Dunant est un hôpital privé appartenant à la Croix-Rouge française et participant au service public hospitalier en qualité d'ESPIC. Il est situé au 95, rue Michel-Ange dans le 16e arrondissement de Paris.

## Accès
Ce site est desservi par la station de métro Porte de Saint-Cloud (ligne 9).

## Histoire
Un premier hôpital est construit en 1895 par Degeorge, relevant de l'Association des dames françaises, une organisation fondée en 1879 par le docteur Duchaussoy. Il accueille aussi une école d'ambulancières et d'infirmières mobilisées pendant les guerres. Nommé d'après l'homme d'affaires suisse Henry Dunant, fondateur de la Croix-Rouge, il est situé au no 93 de la rue Michel-Ange. De nos jours, son adresse est au no 95. Une photographie de 1903 du bâtiment des débuts, tout en longueur et couvrant probablement les deux numéros à l'époque, est reproduite dans le Dictionnaire historique des rues de Paris de l'historien de Paris Jacques Hillairet. Le bâtiment a laissé place à un ensemble hospitalier moderne relevant de la Croix-Rouge française. Le no 93 est pour sa part désormais occupé par un immeuble résidentiel moderne.

## Description
L'hôpital est dédié à la gériatrie (158 lits). À cet effet, il comprend un service de radiologie et un hôpital de jour.

## Évènement
Le 12 avril 2021, une personne est tuée par balles et une autre blessée devant l'hôpital, par un individu qui prend la fuite.